# Kingos Sogn
Kingos Sogn var et sogn i Nørrebro Provsti (Københavns Stift). Sognet lå i Københavns Kommune; indtil Kommunalreformen i 1970 lå det i Sokkelund Herred (Københavns Amt). I Kingos Sogn lå Kingos Kirke.
Kingos Sogn er nu slået sammen med Samuels Sogn til Kingo-Samuel Sogn